# Andreas Renner (Historiker)
Andreas Renner (* 1964) ist ein deutscher Historiker.

## Leben
Nach der Promotion 2000 an der Universität Bielefeld war er 2008/2009 Gastwissenschaftler an der Universität Hokkaidō. Nach der Habilitation 2009 an der Universität zu Köln war er von 2010 bis 2013 Heisenberg-Stipendiat der Deutschen Forschungsgemeinschaft. Lehrstuhlvertretungen in Bielefeld, Tübingen, Heidelberg und Konstanz. Seit April 2014 lehrt er als Professor an der Ludwig-Maximilians-Universität München (LMU).
Seine Forschungsschwerpunkte sind Verflechtungsgeschichte Eurasiens, u. a. in Kooperation mit dem DFG Schwerpunkt-Programm Transottomanica, Russisch/sowjetisch-japanische Beziehungen, Imperialgeschichte, Russlands Nordpazifik in Kooperation mit dem Deutschen Historischen Institut Moskau, Wissenschafts- und Medizingeschichte, Fotografie und Geschichte und Moderne / Modernisierung.

## Schriften (Auswahl)
- Russischer Nationalismus und Öffentlichkeit im Zarenreich 1855–1875. Köln 2000, ISBN 3-412-07999-5.
- als Herausgeber mit Alexander Kraus: Orte eigener Vernunft. Europäische Aufklärung jenseits der Zentren. Frankfurt am Main 2008, ISBN 978-3-593-38748-2.
- Russische Autokratie und Europäische Medizin. Organisierter Wissenstransfer im 18. Jahrhundert. Stuttgart 2010, ISBN 978-3-515-09640-9.
- Nordostpassage. Geschichte eines Seewegs. Mareverlag, Hamburg 2024, ISBN 978-3-86648-684-3.